# Хузин, Фаяз Шарипович
Хузин Фаяз Шарипович (тат. Фаяз Шәрип улы Хуҗин; 1 августа 1951, д. Карманово, Заинский район, Татарская АССР, РСФСР, СССР) — археолог, доктор исторических наук, член-корреспондент Академии наук Республики Татарстан. Автор более 750 научных и научно-популярных публикаций, в том числе около 30 книг, монографий, учебных пособий для средней школы и вузов. Заместитель председателя диссертационного совета; член Ученого совета Института археологии им. А. Х. Халикова АН РТ, Национального музея РТ, Болгарского историко-архитектурного музея-заповедника.
Главный редактор (2012—2016) и заместитель главного редактора журнала «Поволжская археология», член редколлегии журналов «Гасырлар авазы. Эхо веков» и «Tatarica».

## Научные интересы
Археология и история Волжской Булгарии, Золотой Орды и Казанского ханства.
В 1987 году защитил в Ленинградском отделении Института археологии АН СССР кандидатскую диссертацию на тему «Билярское городище: стратиграфия, хронология».
В 2002 году защитил в Удмуртском государственном университете докторскую диссертацию по теме «Булгарский город в Х — начале XIII вв.».

## Трудовая деятельность
В 1972 г. окончил историко-филологический факультет Казанского государственного педагогического института. В течение двух лет работал учителем истории в Кадыровской восьмилетней школе Заинского р-она РТ.
С октября 1974 г. начал работать в Институте языка, литературы и истории им. Г. Ибрагимова КФАН СССР на должности младшего научного сотрудника отдела археологии и этнографии.
С 1989 г. — старший научный сотрудник отдела археологии ИЯЛИ КФАН СССР (с 1996 г. — Институт истории им. Ш. Марджани АН РТ);
с 2003 г. — ведущий научный сотрудник, с 2007 г. — главный научный сотрудник Института истории АН РТ (с 2014 г. — Институт археологии им. А. Х. Халикова АН РТ).
В 1974—1988 гг. — заместитель начальника, в 1989—1994 гг. — начальник Билярской археологической экспедиции ИЯЛИ КФАН СССР и КГУ, в 1994—2005 гг. — начальник археологической экспедиции «Казанский кремль» Института истории АН РТ. Археологические раскопки проводил на городищах Биляра, Сувара, Джукетау, Чаллы, в Казанском кремле.

## Звания, награды
Заслуженный деятель науки РТ (2002), лауреат Гос. премии РТ в области науки и техники (1994); медаль «За вклад в наследие народов России» Российского Союза исторических городов (2002), медаль «В память 1000-летия Казани» (2005), Знак отличия «За труд и доблесть на благо Казани» (2010), памятный знак «100 лет образования Татарской АССР»(2020)
- Золотая медаль Академии наук Республики Татарстан «За достижения в науке» (2021 год)[1].

## Научные гранты
Грант Президента Российской Федерации для государственной поддержки ведущих научных школ 2016—2017 гг. исполнитель проекта «Процессы урбанизации и градостроительства в Поволжье (X—XVI вв.)».
Грант РФФИ 2017 г. — руководитель проекта 17-46-161007 Всероссийская научно-практическая конференция "VII Халиковские чтения «Средневековые археологические памятники Поволжья и Урала: проблемы исследований, сохранения и музеефикации», посвященной 50-летию Билярской археологической экспедиции.

## Основные научные труды и публикации
Автор более 750 научных и научно-популярных публикаций, в том числе около 30 книг, монографий, учебных пособий для средней школы и вузов.

### Монографии и книги
1. Великий город на Черемшане: Стратиграфия, хронология. Проблемы Биляра-Булгара / отв. ред. А. Х. Халиков. — Казань, 1995. — 223 с.
2. Древняя Казань глазами современников и историков / сост. и авторы коммент. Ф. Ш. Хузин, А. Г. Ситдиков. — Казань: Изд-во «Фест», 1996. — 445 с.
3. Волжская Булгария в домонгольское время (X — начало XIII вв.). — Казань: Фест, 1997. — 183 с.
4. Булгарский город в Х — начале XIII вв. / отв. ред. А. М. Белавин. — Казань: Мастер Лайн, 2001. — 480 с.
5. Древняя Казань. — Казань: Изд-во КГУ, 2005. — 152 с. (Соавт.: А. Г. Ситдиков).
6. Ранние булгары и Волжская Булгария. (VIII — начало XIII в.) / отв. ред. Г. Н. Белорыбкин. — Казань, 2006. — 583 с.
7. Исследования по булгаро-татарской археологии. — Казань, 2011. 468 с.
8. Булгарская цивилизация на Волге. — Казань: Татар. кн. изд-во, 2011. — 112 с. (Соавт.: Г. М. Давлетшин).
9. История Татарстана и татарского народа с древнейших времен до конца XVI века. Учебное пособие для общеобразовательных организаций. 5-6 классы / Науч. ред.: директор Ин-та российской истории РАН, проф. Ю. А. Петров. — Казань: Татар. детское изд-во, 2016. — 128 с., илл. (Соавт.: В. И. Пискарев и др.).

### Статьи
1. On the Process of Sedentarization of Volga Bulgars // Journal of Sustainable Development. Special Issue. Vol. 8, No 7, August 2015. — P. 68-75.
2. Ещё раз о соотношении язычества и ислама в домонгольской культуре Волжской Булгарии // Филология и культура. — 2013. — № 1 (31). — С. 214—221. (Соавт.: Б. Л. Хамидуллин).
3. О фортификации «Великого города» — Биляра // Поволжская археология. — 2016. — № 1 (15). — С. 223—234 . (Соавт.: А. М. Губайдуллин, З. Г. Шакиров).[2]
4. 50th anniversary of Bilyar Archaeological Expedition: results and issues of Great Town investigation // Поволжская археология. — 2017. — № 2. — С. 8-27. (Соавт.: С. И. Валиулина, З. Г. Шакиров).
5. Войлок в культуре и быту средневековых кочевников евразийских степей // Искусство тюркского мира. Вып. 3. Искусство войлока в тюркском мире: история и современность. Материалы Международ. симпозиума. — Казань, 2013. — С. 16-22.[3]
6. Некоторые проблемы изучения ранних этапов булгарской цивилизации на Волге // Средневековая Евразия: симбиоз городов и степи. Материалы II Междунар. Болгарского форума / Археология Евразийских степей. Вып. 17. — Казань, 2013. — С. 210—220.
7. Medieval Kazan in the view of new archaeological research. Средневековая Казань в свете новых археологических исследований // Tatarica. — 2014. — № 1 (2). — С. 114—137 (Соавт.: А. Г. Ситдиков).
8. Michael Khudyakov (On the 120th anniversary of his birth). Михаил Георгиевич Худяков (К 120-летию со дня рождения) // Tatarica. — 2014. — № 2 (3). — С. 243—248.
9. Архитектурные памятники Волжской Булгарии и Казанского ханства // Города и веси средневековой Руси: археология, история, культура. К 60-летию академика РАН Николая Андреевича Макарова. — М.; Вологда: «Древности Севера», 2015.- С. 415—431. (Соавт.: А. Г. Ситдиков).
10. Падение Казани 1552 г.: потери и приобретения. Ответы на вопросы — Средневековые тюрко-татарские государства. Medieval Turkic-Tatar States. — 2015. — № 7. — С. 187—189.
11. Мусульманский город на Средней Волге: домонгольский Биляр // Материалы Конгресса исламской археологии России и стран СНГ. — Казань: Ин-т археологии АН РТ, 2016. — С. 275—287. (Соавт.: З. Г. Шакиров).